# Hentzia cubana
Hentzia cubana là một loài nhện trong họ Salticidae.
Loài này thuộc chi Hentzia. Hentzia cubana được Richman miêu tả năm 1989.